# Método científico

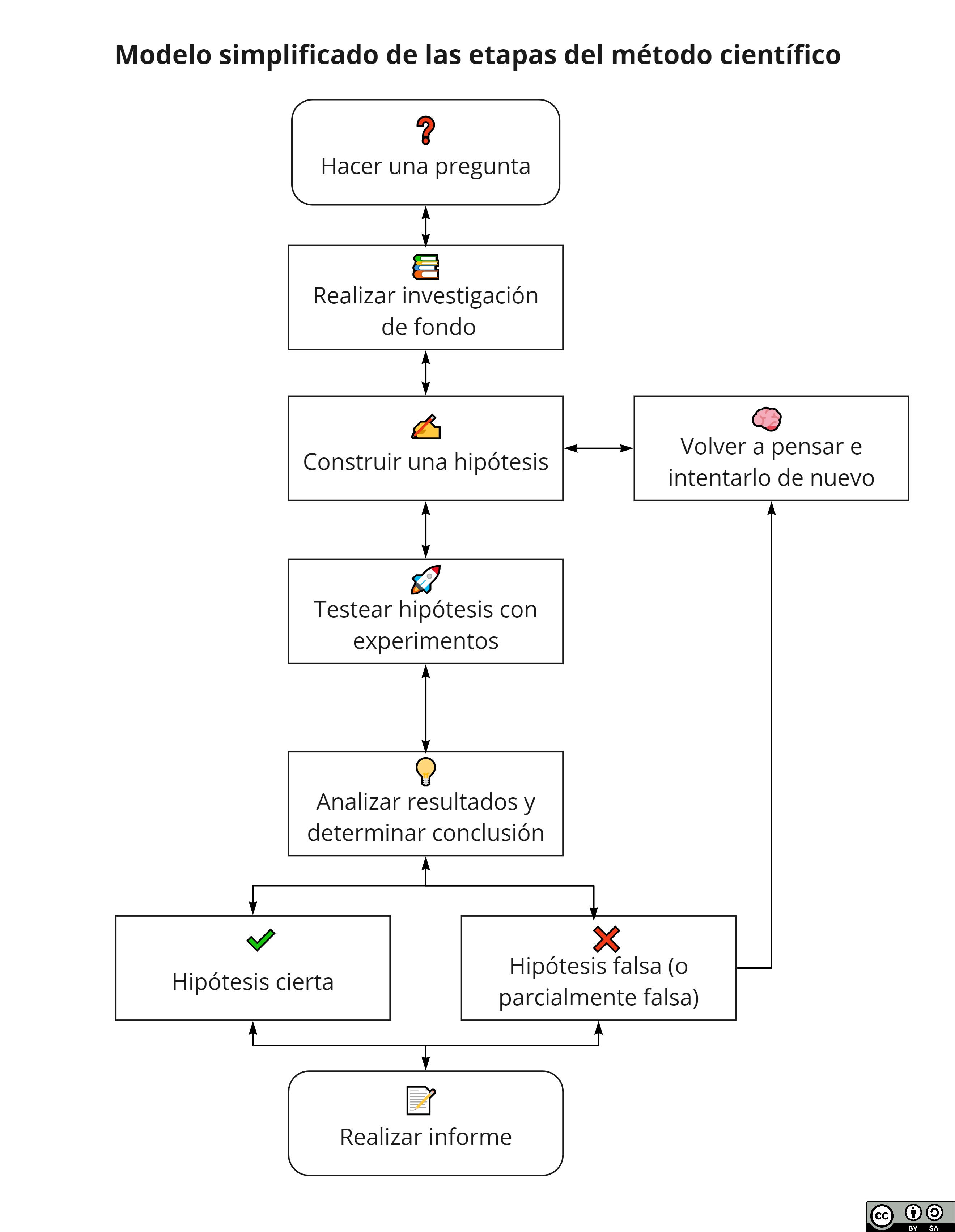
Modelo simplificado para el método científico.

El método científico es una metodología para obtener nuevos conocimientos, de la ciencia y que consiste en la observación sistemática, medición, experimentación y la formulación; análisis y modificación de hipótesis. Las principales características de un método científico válido son la falsabilidad y la reproducibilidad y repetibilidad de los resultados, corroborada por revisión por pares. Algunos tipos de técnicas o metodologías utilizadas son la deducción, la inducción, la abducción, y la predicción, entre otras. 
El método científico abarca las prácticas aceptadas por la comunidad científica como válidas a la hora de exponer y confirmar sus teorías. Las reglas y principios del método científico buscan minimizar la influencia de la subjetividad del científico en su trabajo, reforzando así la validez de los resultados y, por ende, del conocimiento obtenido. 
No todas las ciencias tienen los mismos requisitos. La experimentación, por ejemplo, no es posible en ciencias como la física teórica. El requisito de reproducibilidad y repetibilidad, fundamental en muchas ciencias, no se aplica a otras, como las ciencias humanas y sociales, donde los fenómenos no solo no se pueden repetir controlada y artificialmente (que es en lo que consiste un experimento), sino que son, por su esencia, irrepetibles, por ejemplo, la historia.
Así mismo, no existe un único modelo de método científico. El científico puede usar métodos definitorios, clasificatorios, estadísticos, empírico-analíticos, hipotético-deductivos, procedimientos de medición, entre otros. Por esto, referirse a el método científico, es referirse a un conjunto de tácticas empleadas para construir conocimiento de forma válida. Estas tácticas pueden ser mejoradas, o reemplazadas por otras, en el futuro. Cada ciencia, y aun cada tipo de investigación concreta, puede requerir un modelo propio de método científico.
En las ciencias empíricas no es posible la verificación; es decir, no existe el «conocimiento perfecto» o «probado». Cada teoría científica permanece siempre abierta a ser refutada. En las ciencias formales las deducciones o demostraciones matemáticas generan pruebas únicamente dentro del marco del sistema definido por ciertos axiomas y ciertas reglas de inferencia.

## Historia
La historia del método científico revela que el método científico ha sido objeto de intenso y recurrente debate a lo largo de la historia de la ciencia. Muchos eminentes filósofos y científicos han argumentado a favor de la primacía de uno u otro enfoque para alcanzar y establecer el conocimiento científico. 
Algunos de los debates más importantes en la historia del método científico fueron entre el racionalismo, el empirismo, el inductivismo, que empezó a tenerse en cuenta desde Isaac Newton y sus seguidores, y el método hipotético-deductivo que surgió a principios del siglo XIX. A finales del siglo XIX e inicios del XX, las discusiones sobre el método científico se centraron en el debate entre realismo y el antirrealismo. Durante este período, a medida que las teorías científicas se expandieron más allá de lo observable, filósofos prominentes debatieron sobre la existencia de reglas universales en la ciencia.

### Hume y la observación de los hechos
Si, persuadidos de estos principios, hacemos una revisión de las bibliotecas, ¡qué estragos no haremos! Si tomamos en las manos un volumen de teología, por ejemplo, o de metafísica escolástica, preguntemos: ¿contiene algún razonamiento abstracto sobre la cantidad o los números? No. ¿contiene algún raciocinio experimental sobre cuestiones de hecho o de existencia? No. Echadlo al fuego; pues no contiene más que sofistería y embustes.
David Hume

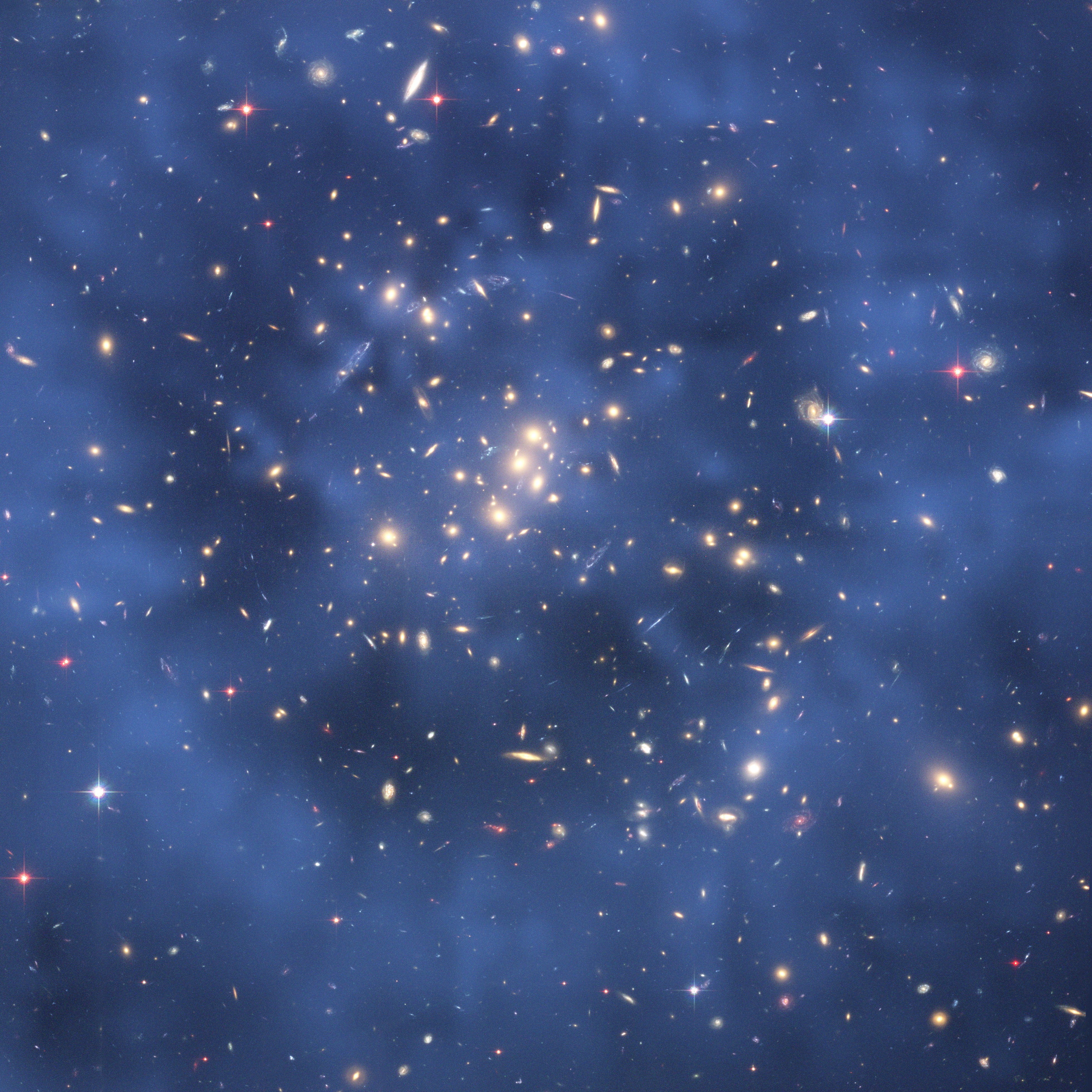
Observación del cielo

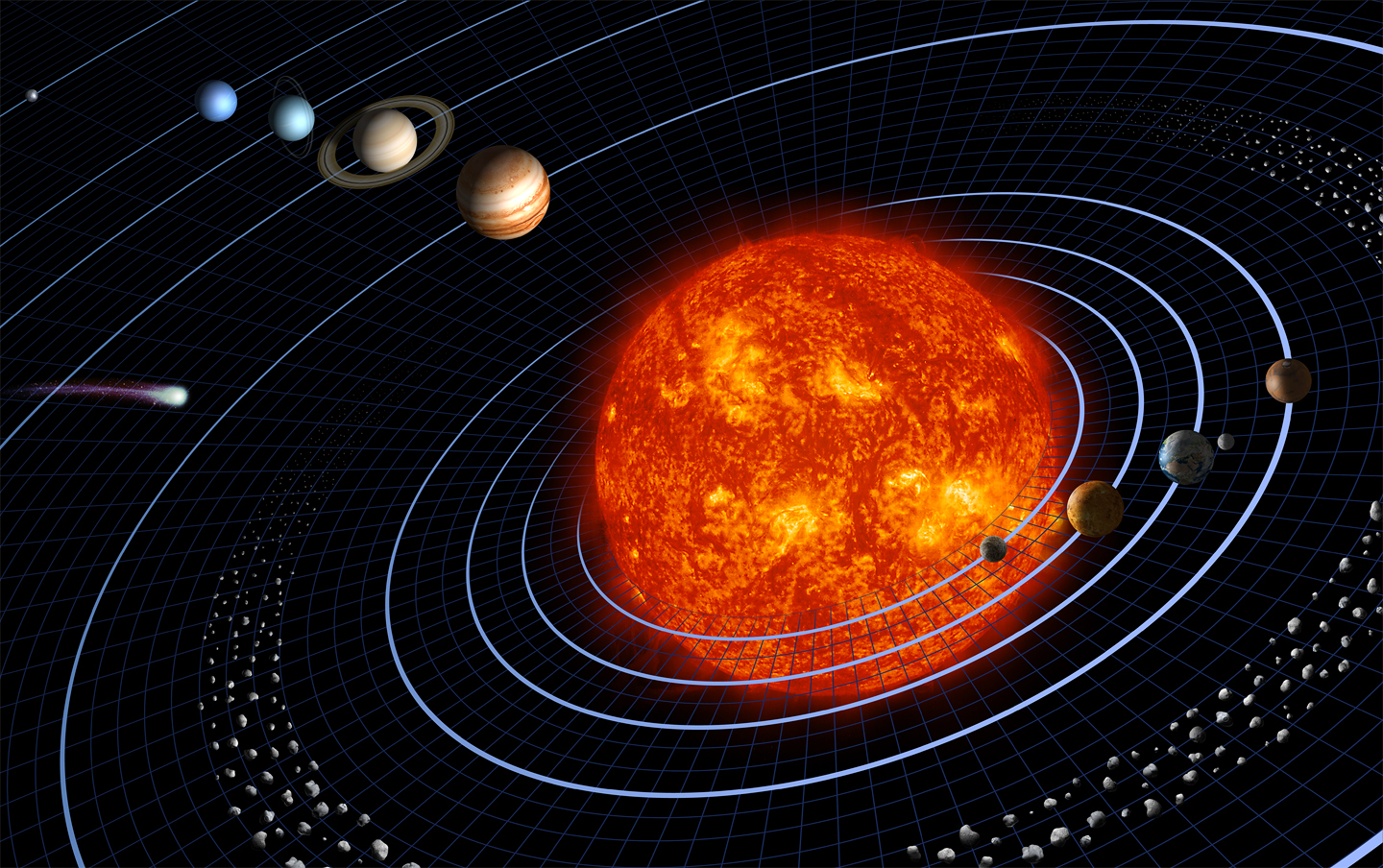
Sistema solar según la teoría newtoniana

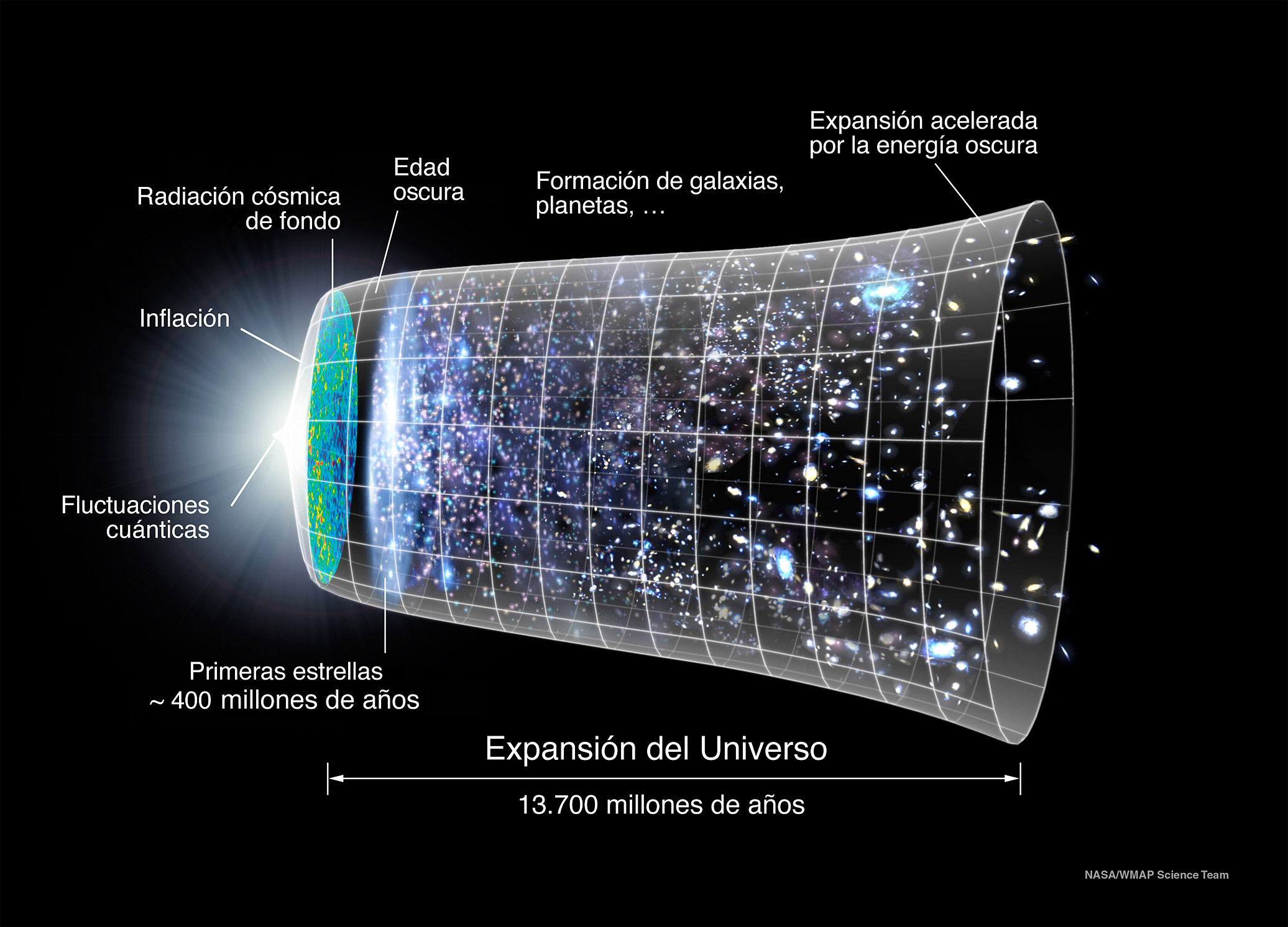
Universo evolutivo en expansión según la teoría del Big Bang del belga Georges Lemaître

La cita de Hume ilustra el pensamiento en la Edad Moderna y fue importante en la constitución de la ciencia moderna: que esta estuviera basada en la medición y cuantificación de "hechos" observables empíricamente. 
Sin embargo, las limitaciones de este pensamiento se evidenciaron pronto. Newton afirmaba «no hago suposiciones» y estaba convencido de que su teoría estaba apoyada por los hechos. Pretendía deducir sus leyes a partir de fenómenos observados por Kepler. La mayoría de los científicos, antes de Einstein, pensaban que la física de Newton estaba fundamentada en la realidad de los hechos observados.
No obstante, incluso Newton tuvo que introducir su teoría de las perturbaciones para poder sostener qué planetas tenían movimientos elípticos, y en realidad no supo justificar la gravedad.[cita requerida] Es decir, algunas observaciones empíricas contradecían las teorías que el mismo Newton sustentaba con un número fínito de observaciones de los "hechos"; ya que es imposible observar todos los hechos o fenómenos. Este un problema fundamental del estatus de la ciencia ¿qué es un raciocinio experimental sobre hechos o existencia, dado un número finito de observaciones?

### Popper y la falsabilidad
Hoy se admite sin dudas que no se puede derivar válidamente una ley de la naturaleza a partir de un número finito de hechos.
Karl Popper propuso el criterio de falsabilidad en reemplazo del criterio de verificación. Con el criterio de falsabilidad, la observación de los hechos se pone de cabeza: una teoría científica es válida a menos que un resultado obtenido, o al menos concebible, contradiga los resultados predichos por la teoría. La falsabilidad avanzó el entendimiento de método científico, y le dio un carácter simultáneamente más estricto y realista: no hay que corroborar todos los posibles hechos que corroboren una teoría, algo imposible, sino buscar una excepción que la contradiga. Toda teoría científica falsable está, de esta manera, siempre abierta a ser refutada.
Sin embargo, el mismo Popper era consciente de las limitaciones de la falsabilidad estricta en contraste con la falsabilidad en la práctica: la forma estricta de falsabilidad contradice la realidad de la construcción de la ciencia, ya que las teorías no suelen derrumbarse por una sola observación o un experimento crucial que las contradiga. Normalmente se recurre a aceptar anomalías, o se generan hipótesis ad hoc, a medida que se construyen nuevos conocimientos.
Lakatos, discípulo de Popper, indicó que la historia de la ciencia está repleta de exposiciones sobre cómo los experimentos cruciales supuestamente destruyen a las teorías. Pero tales exposiciones suelen estar elaboradas mucho después de que la teoría haya sido abandonada. Si Popper hubiera preguntado a un científico newtoniano, anterior a la Teoría de la Relatividad, en qué condiciones experimentales abandonaría la teoría de Newton, algunos científicos newtonianos hubieran recibido la misma descalificación que él mismo otorgó a algunos marxistas y psicoanalistas.

### Kuhn y las revoluciones científicas
Según Kuhn la ciencia avanza por medio de revoluciones cuando se produce un cambio de paradigma, que no depende de la observación de los hechos sino que constituye un cambio de referencia de un campo o área determinada de la investigación científica en una teoría más general que abarca un área mucho más amplia.
Así, un campo o área de investigación siempre tiene su referencia en una teoría general, dotada de un núcleo fundamental característico firmemente establecido y defendido en una tradición científica estable, aun cuando presente irregularidades y problemas no resueltos. En este sentido tomar la definición estricta de falsación de Popper equivale a tener por seguro que todas las teorías nacen ya refutadas, lo que rompería la posibilidad del progreso y unidad de la ciencia.
Lo que constituye como «científicas» a las teorías no es su «verdad demostrada», que no lo es, sino su capacidad de mostrar nuevas verdades que surgen al seguir ofreciendo nuevas vías de investigación, suscitando nuevas hipótesis y abriendo nuevos cauces en la visión general del campo que se trate. Solo al final de un amplio proceso de construcción y reconstrucción de una teoría puede surgir una nueva teoría o paradigma o programa de investigación más general que explica con una nueva óptica los mismos hechos explicados por la primera teoría anterior, pero considerándolos con una visión del mundo más amplia. 
Al surgir una nueva teoría, la vieja teoría dejará de tener entonces el reconocimiento como ciencia actual; porque ha dejado ya de ser referente como medio para la ampliación del conocimiento. Lo que nos les hace perder el valor científico que han mostrado durante bastante tiempo y el carácter histórico de su aportación a la construcción de la ciencia.

### Ejemplos de la evolución de la ciencia
Los hechos observados y las leyes que fundaban la Teoría de Newton seguirán siendo los mismos fenómenos terrestres de la misma manera que lo hacían en el siglo XVIII; y en ese sentido seguirán siendo verdaderos. Pero en su interpretación tienen otro sentido cuando se los considera en el marco más amplio de la «teoría de la relatividad» en la que quedan incluidos como un caso concreto. 
La verdad experimental de la observación de hechos de ver todos los días salir el sol por oriente y ponerse por occidente sigue siendo la misma. Como lo son las anotaciones del movimiento de los planetas hechas por Ptolomeo, como por Copérnico o Tycho Brahe. Pero de la misma forma que las interpretaciones de tales observaciones reflejadas en el marco de la teoría geocéntrica de Aristóteles o de Ptolomeo explicaban mejor y ofrecían visiones diferentes respecto a las «astrologías» que había en su momento histórico y cultural, a su vez la interpretación heliocéntrica de Copérnico o Tycho Brahe enriquecieron enormemente la visión de los cielos respecto a las anteriores e hicieron posible la visión de Kepler y la Teoría de Newton. La interpretación de los mismos datos de observación ofrecen, sin embargo, en la Teoría de la relatividad elementos nuevos que sugieren nuevas hipótesis de investigación que amplían la posibilidad de nuevas observaciones y nuevas hipótesis. 
La última teoría está en continua ampliación y transformación como paradigma científico; las anteriores o prácticamente ya no tienen nada que decir como no sea como objeto de estudio histórico y de referencia en la evolución y construcción del saber científico en tanto que fueron paradigmas en su tiempo o tienen sentido en una aplicación concreta en un ámbito específicamente acotado como caso concreto de la teoría fundamental. Tal es el caso de la «utilidad» de la teoría de Newton cuando se trata de movimientos y espacios y tiempos de ciertas dimensiones. De la misma forma que los arquitectos en sus proyectos consideran la tierra «como si fuera plana». Pues en las dimensiones que abarcan sus proyectos la influencia de la redondez de la tierra es despreciable.

## Etapas
El método científico es neutral al tema presentado y puede ser dividido en un proceso de 14 etapas o pasos bien descritos que se conoce como método científico de 14 etapas o pasos, o MC-14 (SM-14 en inglés).
Las etapas se pueden dividir en once etapas principales y tres ingredientes de apoyo o extra. Las etapas principales se agrupan en secciones o partes según los objetivos que deben alcanzarse en cada una de ellas. Aun así, aunque las etapas se listen en un orden típico, el método no está limitado a un orden determinado o fijo, en realidad permiten ser realizadas en distinto orden y de manera flexible. Es decir, en la práctica, al hacer uso de las etapas habrá vueltas hacia atrás, saltos, comienzos falsos, ciclos, subproblemas y otras divergencias al seguimiento lineal presentado en función de la complejidad del problema que se trate.
Los ingredientes de apoyo se añaden para ayudar a entender en qué consiste el método a las personas y para ayudar a enseñarlo a estudiantes y otros. Presentar solo las etapas no permite ver todo el cuadro o tener visión general del sistema. El método científico es el método maestro de todos los métodos.
- Etapas principales

- Sección 1: Observación

Etapa 1: Observación curiosa
Etapa 2: ¿Existe algún problema?
Etapa 3: Objetivos y planificación
Etapa 4: Búsqueda, exploración y recopilación de pruebas
- Sección 2: Inducción o deducción

Etapa 5: Generación creativa y alternativas lógicas
Etapa 6: Evaluación de las pruebas
- Sección 3: Hipótesis: Se realiza la predicción de resultados de nuevas observaciones (se evita caer en la falacia del francotirador)

Etapa 7: Realización de hipótesis, conjeturas y suposiciones
- Sección 4: Prueba de hipótesis por experimentación

Etapa 8: Experimentación, prueba y cuestionamiento de las hipótesis o antítesis
- Sección 5: Análisis y conclusiones

Etapa 9: Realización de conclusiones
Etapa 10: Prórroga o dilación de afirmaciones o juicios de valor
- Sección 6: Tesis o teoría científica

Etapa 11: Desarrollo de la teoría y envío a revisión por pares
Ingredientes de apoyo:
Etapa 12: Métodos creativos, lógicos y no lógicos y técnicos
Etapa 13: Objetivos del método científico
Etapa 14: Actitudes y habilidades cognitivas

### Observación
La observación es la adquisición activa de información sobre un fenómeno o fuente primaria. Los seres vivos detectan y asimilan los rasgos de un elemento utilizando sus sentidos como instrumentos principales. En los humanos, esto no solo incluye la vista y todos los demás sentidos, sino también el uso de herramientas, técnicas e instrumentos de medición. El término también se puede referir a cualquier dato recogido durante esta actividad.  
El adquirir información de los fenómenos que rodean al observador, sea con trabajo de laboratorio o con trabajo de campo, es usualmente el primer paso del método empírico en la investigación científica. Estas observaciones llevan a la curiosidad y al planteamiento de preguntas sobre por qué un fenómeno ocurre, o su relación con otros fenómenos.  

### Hipótesis
Una hipótesis (del griego hipo, 'subordinación' o 'por debajo' y tesis, 'conclusión que se mantiene con un razonamiento') es un enunciado no verificado, que se intenta confirmar o refutar. Si es confirmada, la hipótesis se denomina enunciado verificado. La hipótesis es una conjetura que requiere una contrastación con la experiencia. Para ella no son suficientes los argumentos persuasivos, por más elaborados que sean. Nótese que de ciertas hipótesis se pueden deducir otras y, sucesivamente, se puede llegar a ciertos enunciados básicos, de observación directa.
Una hipótesis científica es una proposición aceptable que ha sido formulada a través de la recolección de información y datos, aunque no esté confirmada, sirve para responder de forma alternativa y con base científica a un problema.
Una hipótesis se puede usar como una propuesta provisional que no se pretende demostrar estrictamente, o puede ser una predicción que se debe verificar por el método científico. En el primer caso, el nivel de veracidad que se otorga a una hipótesis dependerá de la medida en que los datos empíricos apoyan lo afirmado en la hipótesis. Esto es lo que se conoce como contrastación empírica de la hipótesis o bien proceso de validación de la hipótesis. Este proceso puede realizarse mediante confirmación (para las hipótesis universales) o mediante verificación (para las hipótesis existenciales).
De esta manera, las hipótesis son las afirmaciones, acerca de las variables que determinan nuestro tema de investigación. Por ejemplo, tomando el tema de la violencia de género en la adolescencia, podríamos establecer como hipótesis que: La violencia de género en adolescentes de la localidad de "X" es a causa del consumo de alcohol. Esto no significa que tenga que ser verdadero ni que pueda ser la única causa (variable). A partir de una investigación se busca comprobar la hipótesis planteada al comienzo, y esto puede dar como resultado que sea verdadera como que no.

### Medición
La medición es un proceso básico de la ciencia que se basa en comparar una unidad de medida seleccionada con el objeto o fenómeno cuya magnitud física  se desea medir, para averiguar cuántas veces la unidad está contenida en esa magnitud.
También se define la medición de los atributos de un objeto o evento, que puede utilizarse para comparar con otros objetos o eventos. El alcance y la aplicación de la medición dependen del contexto y la disciplina. En las ciencias naturales y en la ingeniería, las mediciones no se aplican al propiedades nominales de los objetos o eventos, lo que es coherente con las directrices del Vocabulario internacional de metrología publicado por la Oficina Internacional de Pesas y Medidas. Sin embargo, en otros campos como la estadística, así como en las ciencias sociales y ciencias del comportamiento, las mediciones pueden tener múltiples niveles, que incluirían escalas nominales, ordinales, de intervalo y de razón.

### Falsabilidad
En filosofía de la ciencia, la falsabilidad o refutabilidad es la capacidad de una teoría o hipótesis de ser sometida a potenciales pruebas que la contradigan. Es uno de los dos pilares del método científico, siendo la reproducibilidad el otro.  
Según el falsacionismo, toda proposición científica válida debe ser susceptible de ser falsada o refutada. Una de sus principales implicaciones es que la corroboración experimental de una teoría científicamente «probada» —aun la más fundamental de ellas— se mantiene siempre abierta a escrutinio.

### Reproducibilidad y repetibilidad
La reproducibilidad es la capacidad de un ensayo o experimento de ser reproducido o replicado por otros, en particular, por la comunidad científica. La reproducibilidad es uno de los pilares del método científico, siendo la falsabilidad el otro.  
Aunque existen diferencias conceptuales según la disciplina científica, en muchas disciplinas, sobre todo en aquellas que implican el uso de estadística y procesos computacionales, se entiende que un estudio es reproducible si es posible recrear exactamente todos los resultados en la misma escala y a partir de los datos originales y el código informático empleado para los análisis. Por el contrario, en este contexto, la repetibilidad se refiere a la posibilidad de obtener resultados consistentes al replicar un estudio con un conjunto distinto de datos, pero obtenidos siguiendo el mismo diseño experimental. Así mismo, el término está estrechamente relacionado al concepto de testabilidad. 

### Revisión por pares
La revisión por pares o arbitraje es una evaluación usada para valorar trabajos escritos realizada por una o más personas con competencias similares a los productores del trabajo (expertos) pero que no forman parte del personal editorial del trabajo a evaluar, con el fin de asegurar la calidad, factibilidad y rigor científico del trabajo. Funciona como una forma de autorregulación de miembros calificados de una profesión dentro del campo relevante. Los métodos de revisión por pares se utilizan para determinar los estándares de calidad técnica y científica, proporcionar credibilidad y corregir los artículos originales escritos por los investigadores.

### Publicación
Comenzaron con cartas personales entre los científicos, libros y publicaciones periódicas (como anuarios o revistas científicas). Actualmente la herramienta más avanzada es internet (uno de los objetivos, en su nacimiento, y que se revela de gran utilidad, es su uso como un mecanismo para comunicar las distintas fases de las investigaciones científicas entre científicos y militares localizados en distintas partes del mundo). Si el hallazgo científico es de gran trascendencia o actualidad, también se utilizan los medios de difusión masiva y las ruedas de prensa, aunque se considera poco respetable hacerlo antes de haberlo comunicado a la comunidad científica.

## Comunicación y comunidad

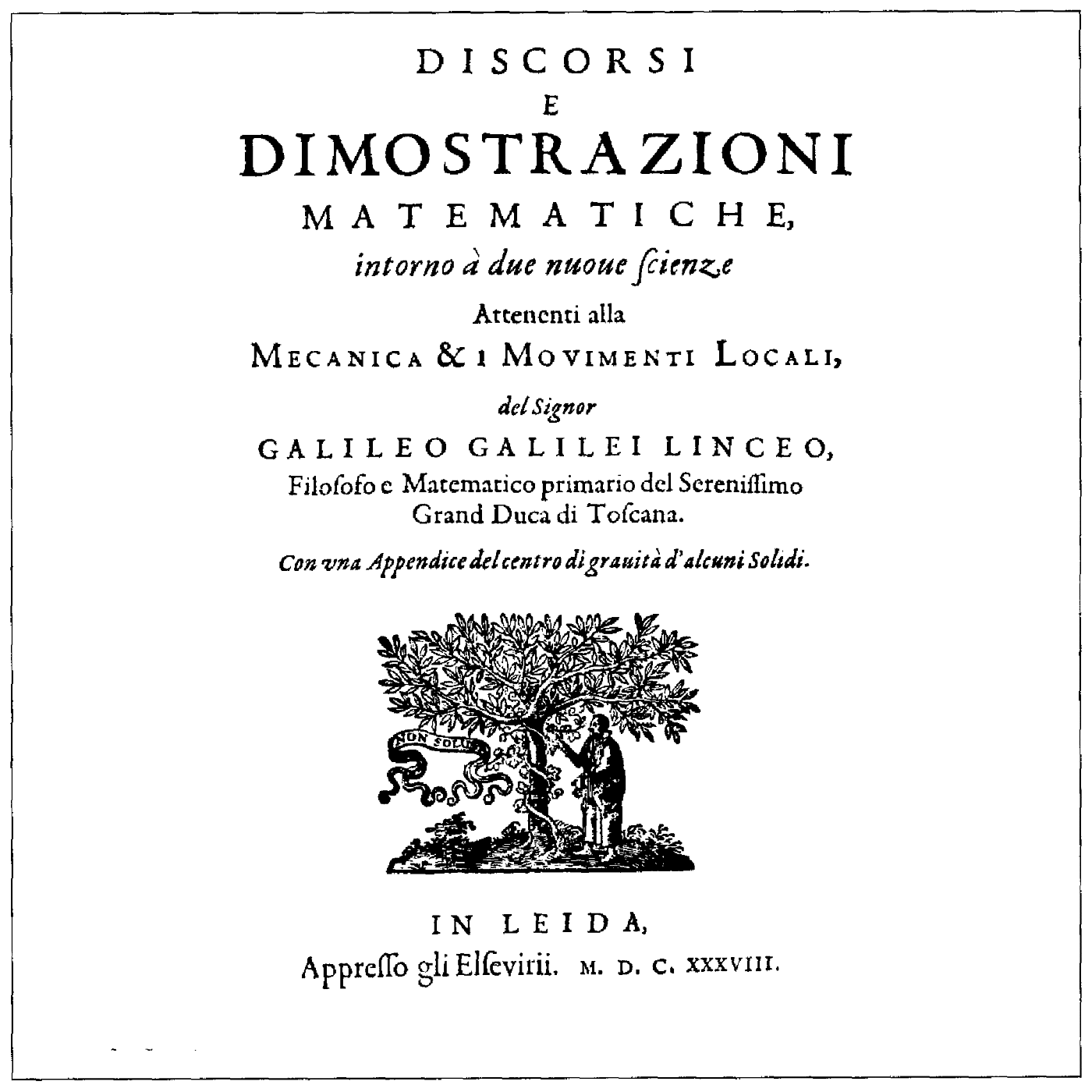
Impresión original del libro Dos nuevas ciencias de Galileo (1638).

Con frecuencia, el método científico es empleado no solo por una persona, sino por varios individuos que cooperan entre ellos de manera directa o indirecta. Dicha cooperación puede ser vista como uno de los elementos que definen una comunidad científica. Se han desarrollado varias técnicas para asegurar la integridad de la metodología científica dentro de estos ambientes.

### Recorrido típico
Fundamentalmente caracterizan la construcción del saber científico actual los rasgos siguientes:
- Investigación de un cambio de problemática, teórica o práctica, en un área o ámbito científico determinado con un núcleo teórico consolidado[32]
- De un equipo generalmente financiado por una institución pública, fundación privada o empresa particular[33]
- Dirigida por alguien de reconocido prestigio como experto en el ámbito de la investigación, sea individuo o equipo investigador
- Siguiendo un método de investigación cuidadosamente establecido
- Publicado en revistas especializadas
- Incorporadas y asumidas las conclusiones en el quehacer de la comunidad científica del ámbito que se trate como elementos dinámicos de nuevas investigaciones que amplían la problemática inicial generando nuevas expectativas, predicciones, etc. o, dicho en términos propios, el resultado es un programa teóricamente progresivo[34]
- El reconocimiento se suele convertir en derecho de patente durante 20 años cuando tiene una aplicación práctica o técnica

### Dimensiones de la práctica
Las principales restricciones a la ciencia contemporánea son:
- Publicación, por ejemplo revisión por pares
- Recursos, principalmente económicos

A pesar de esto, las condiciones no han sido siempre iguales: en los viejos días de los «gentleman scientist», que subvencionaban y publicaban los trabajos, las restricciones eran mucho menos severas.
Ambas limitaciones requieren de manera indirecta del método científico, ya que los trabajos que violan estas restricciones serán difíciles de publicar y difíciles de financiar. Las revistas requieren que los trabajos presentados hayan seguido una buena práctica científica, y esto se comprueba principalmente por la revisión por pares. Originalmente, la importancia y el interés eran más importantes, como el ejemplo de las directrices de autor de la revista Nature.

## El método científico como método para la eliminación de falacias y prejuicios
El método científico envuelve la observación de fenómenos naturales y luego, la postulación de hipótesis y su comprobación mediante la experimentación. Pues bien, los prejuicios cognitivos no son más que hipótesis, inducciones o construcciones mentales que han sido sesgadas positiva o negativamente por el cerebro. Asimismo cuando se realizan afirmaciones o se argumenta y estos prejuicios cognitivos salen a la luz se convierten en falacias. El prejuicio cognitivo o proceso mental con el que se sesgan las creencias no se puede eliminar pues es un aspecto fisiológico intrínseco a la psique del ser humano y que además parece estar extendido evolutivamente ya que cumple su función en la asociación y reconocimiento de objetos cotidianos, véase por ejemplo pareidolia. Lo que es posible es compensar el sesgo o modificar las propias creencias mediante el método científico como mecanismo para descartar hipótesis que son falsas. De esta forma, el sesgo se situaría en dirección a hipótesis que son menos falsas hasta nuevas revisiones en busca de factores desconocidos o nueva información.
La ciencia no pretende ser ni absoluta, ni autoritaria, ni dogmática. Todas las ideas, hipótesis, teorías; todo el conocimiento científico está sujeto a revisión, a estudio y a modificación. El conocimiento que tenemos representa las hipótesis científicas y teorías respaldadas por observaciones y experimentos (método empírico).
Para no caer en el prejuicio cognitivo es necesario, por tanto, la experimentación, el no hacerlo llevaría a la misma negligencia puesto que la verdad de una aseveración según el método científico recae en la fuerza de sus evidencias comprobadas por experimentación. Después de llevar a cabo la experimentación se analizan los resultados y se llega a una conclusión. Si los resultados respaldan la hipótesis, esta adquiere validez; si los resultados la refutan, esta se descarta o se modifica presentando nuevas formas para refutarla.
El método científico es también afectado naturalmente por los prejuicios cognitivos ya que los efectos asociativos de nuestra mente son los que permiten, al mismo tiempo, lanzar el mayor número de hipótesis. Sin embargo, el método, si es bien ejecutado en sus últimos y más importantes pasos, permite desecharlas.
El primer paso en el método científico de tipo empírico es la observación cuidadosa de un fenómeno y la descripción de los hechos, es aquí donde entran en juego los prejuicios. Después, el científico trata de explicarlo mediante hipótesis las cuales, ya están sesgadas por los prejuicios en la percepción de los acontecimientos o en las propias creencias. Sin embargo, solamente las ideas que puedan comprobarse experimentalmente están dentro del ámbito de la ciencia lo que permite desechar muchas teorías. Si las hipótesis enunciadas fueran invalidadas deberían predecir las consecuencias en el experimento y además debería ser posible repetirlas. De esta forma, mediante la experimentación, la repetición y supervisión del experimento por parte de personas que pudieran tener otros sesgos cognitivos se minimizan los errores del experimento, los errores en la interpretación de los resultados o errores en estadísticas que harían a la teoría una falsa o imprecisa creencia. Por eso, en ciencia se usa la revisión por pares, a mayor número de revisiones menor probabilidad de sesgo o de falsa interpretación de los datos experimentales, con lo que el trabajo es considerado más riguroso o estable.
Un proceso así aunque mucho menos riguroso se puede observar en el pensamiento crítico cuando este requiere de investigación activa propia para el esclarecimiento de argumentos y comprobación de las fuentes de información. En el pensamiento crítico se toman decisiones en función de la carga de la prueba que se hayan realizado sobre las fuentes y los argumentos y la información que se obtiene puede llegar a ser indirecta (de ahí la falta de rigurosidad). En el método científico no solo debe ser el hecho probado por la experimentación directa sino que debe ser posible repetirlo.
El método empírico es un gran avance que permite aproximarse a la verdad. Es un gran hito que ha permitido avanzar a la sociedad y debe ser dado a conocer ampliamente para extender su uso en otras disciplinas, sin embargo, el método sigue siendo un método que está restringido a la capacidad del evaluador. Esto quiere decir, que no solo los sesgos o la cultura influyen en el método sino que también este está limitado por la capacidad misma de la especie humana. Es el ser humano el que no solo propone las ideas sino que decide cómo verificarlas. ¿Qué ocurriría si el ser humano no fuera capaz de ver más allá de su inteligencia para saber la verdad? La idea de que existe una limitación de la especie limita la misma aplicación del método. Para evitar esto, tal y como la evolución, que de por sí no es observable directamente ni medible, generó desde el mismo caos no inteligente seres tan complejos como los humanos, la combinación aleatoria de elementos de experimentación junto a la paralelización de la experimentación y unas reglas energéticas claras, deberían realizar descubrimientos aleatorios en largos periodos de tiempo. La combinación de estos dos métodos el evolutivo-aleatorio junto con el método científico empírico podrían producir avances más importantes por no estar constreñidos al marco cultural actual. De hecho mucho de los avances científicos se han producido por casualidad, error y suerte y no por deducción consciente.
El problema con los prejuicios cognitivos es que normalmente se aplican a conceptos que cambian con regularidad quizás a una velocidad mayor de lo que es posible medirlo mediante pruebas o experimentación, además no son uniformes y poseen excepciones, estos prejuicios se basan por tanto en probabilidades y no en afirmaciones certeras. El método científico por lo menos permite ponderar estas probabilidades, realizar estadísticas y revisar la propia seguridad en las afirmaciones. De esta forma debería eliminar la posición de certeza o del perfecto conocimiento del funcionamiento del mundo. El método científico, por tanto, se convierte en el método maestro para probar hipótesis y desechar las falsas. A esto se refería Einstein cuando dijo «No existe una cantidad suficiente de experimentos que muestren que estoy en lo correcto; pero un simple experimento puede probar que me equivoco». De otra forma, sin el método científico, las presunciones o prejuicios quedarían fijas cuando las circunstancias cambian, sujetas a nuestras propias interpretaciones de la realidad.

## El rol del azar en el descubrimiento
En algún punto entre el 33% y el 50% de todos los descubrimientos científicos se encuentra la tasa de descubrimiento científicos que, en lugar de haber sido encontrados, fueron hallados por casualidad. Esto puede explicar por qué con frecuencia los científicos dicen que tuvieron suerte. A Louis Pasteur se le acredita la famosa frase: «La suerte está a favor de la mente preparada», pero algunos psicólogos han empezado a estudiar lo que significa «estar preparado para la suerte» en un contexto científico. La investigación está mostrando que a los científicos se les enseñan varias heurísticas que tienden a aprovechar la oportunidad y lo inesperado. Esto es lo que Nassim Nicholas Taleb llama la «antifragilidad»; mientras que algunos sistemas de investigación son frágiles delante del error humano, las preferencias humanas y el azar, el método científico es más duro y resistente; de tal manera se beneficia de esa aleatoriedad de diferentes formas, ya que es antifrágil. Taleb cree que cuanto más antifrágil sea el sistema, más resultados dará en la realidad.
El psicólogo Kevin Dunbar dice que el proceso del descubrimiento a menudo comienza con un grupo de investigadores encontrando fallos en sus experimentos. Estos resultados inesperados llevan a los investigadores a intentar arreglar lo que piensan que puede ser el error en sus métodos. Llegado un punto, el investigador decide que el error es demasiado persistente y sistemático como para ser una coincidencia. Los aspectos altamente controlados, curiosos y cautelosos del método científico son por tanto lo que lo hacen adecuado para identificar dichos errores persistentes. En este momento, el investigador empezará a pensar diversas explicaciones teóricas de dicho fallo, frecuentemente buscando la ayuda de colegas pertenecientes a diferentes dominios de la experiencia.

## Relación con las matemáticas
La ciencia es el proceso de recopilar, comparar y evaluar modelos propuestos con lo observable. Un modelo puede ser una simulación, una fórmula matemática o química, o una serie de pasos propuestos de antemano. La ciencia es como las matemáticas en el sentido de que los investigadores de ambas disciplinas pueden distinguir con claridad lo que es conocido de lo que es desconocido en cada etapa del descubrimiento. Los modelos, tanto científicos como matemáticos, necesitan ser internamente consistentes, al igual que también deben ser refutables. En las matemáticas, una afirmación no debe ser demostrada en el mismo momento; ya que en esa etapa una afirmación todavía sería llamada una conjetura. Sin embargo, cuando dicha afirmación ha adquirido una demostración matemática, esta gana una especie de inmortalidad que es altamente apreciada por los matemáticos, y por la cual algunos matemáticos dedican sus vidas.
El trabajo matemático y el científico se pueden inspirar el uno al otro. Por ejemplo, el concepto técnico del tiempo surgió de la ciencia, y la intemporalidad fue un distintivo tema de las matemáticas. Pero al día de hoy, la conjetura de Poincaré ha sido demostrada usando el tiempo como un concepto matemático en el que los objetos pueden fluir (ver el Flujo de Ricci).
Aun así, la conexión entre las matemáticas y la realidad (al igual que la ciencia hasta el punto en el que describe la realidad) permanece en la oscuridad. El trabajo de Eugene Wigner, The Unreasonable Effectiveness of Mathematics in the Natural Sciences, es un conocido acercamiento al problema de este físico ganador de un Premio Nobel. De hecho, algunos observadores, tales como Gregory Chaitin y George Lakoff, han sugerido que las matemáticas son el resultado de las limitaciones humanas (incluyendo las culturales) con las inclinaciones del practicante, algo así como una visión de la ciencia de corte posmodernista.
El trabajo de George Pólya sobre la resolución de problemas, la construcción de pruebas matemáticas y la heurística demuestran que el método matemático y el científico difieren en detalles, que de todas formas hacen parecerse entre ellos al usar unos pasos iterativos y repetitivos (ver Cómo plantear y resolver problemas de G. Pólya).
| Método matemático         | Método científico                                   |
| ------------------------- | --------------------------------------------------- |
| Comprensión               | Caracterización por la experiencia y la observación |
| Análisis                  | Desarrollo de hipótesis                             |
| Síntesis                  | Predicción científica                               |
| Revisión - Generalización | Experimentación                                     |

Según el punto de vista de Pólya, comprender incluye reformular las definiciones que resultan poco familiares con las propias palabras de uno, recurriendo a figuras geométricas, y cuestionando lo que sabemos y no sabemos todavía; análisis, el cual Pólya toma de Pappus de Alejandría, incluye una construcción libre y heurística de argumentos plausibles, trabajando hacia atrás desde el objetivo, y divisando un plan para construir una prueba; síntesis es la exposición estrictamente euclídea de los detalles paso a paso de la prueba; revisión incluye la reconsideración y la reexaminación del resultado y del camino que ha llevado hasta él.
Cuando se le preguntó a Gauss cómo llegó hasta sus teoremas, éste contestó en una ocasión «durch planmässiges Tattonieren» (a través de la experimentación sistemática palpable).
Imre Lakatos discutió que los matemáticos hacen uso de la contradicción, la crítica y la revisión como principios para mejorar su trabajo. De igual manera que la ciencia, donde se busca la verdad, pero no se encuentra la certeza, en Pruebas y refutaciones (1976), en el cual Lakatos intentó establecer que no existe el teorema de las matemáticas informales que sea final ni perfecto. Esto significa que no debemos pensar que un teorema sea definitivamente cierto, solo que, por ahora, no se ha encontrado un contraejemplo. Una vez se encuentre dicho contraejemplo, como una entidad que se contradiga por el teorema, se ajusta el teorema, posiblemente extendiendo el dominio de su validez. Esta es una manera de acumular nuestro conocimiento, a través de la lógica y el proceso de demostraciones y refutaciones. (Si se dan axiomas para una sola rama de las matemáticas, Lakatos afirmó que las demostraciones de dichos axiomas son tautológicas; por ejemplo, la verdad lógica, fue reescrita, tal como hizo Poincaré [Pruebas y refutaciones, 1976].)
Lakatos propuso una cuenta de conocimiento matemático basado en la idea de Polya de la heurística. En Pruebas y refutraciones, Lakatos dio varias reglas básicas para encontrar pruebas y contraejemplos a las conjeturas. Pensaba que los experimentos pensados para las matemáticas eran una vía válida para descubrir conjeturas y pruebas matemáticas.
La lógica y la matemática son esenciales para todas las ciencias por la capacidad de poder inferir con seguridad unas verdades a partir de otras establecidas; es lo que las hace recibir la denominación de ciencias exactas.
La función más importante de ambas es la creación de sistemas formales de inferencia y la concreción en la expresión de modelos científicos. La observación y colección de medidas, así como la creación de hipótesis y la predicción, requieren a menudo modelos lógico-matemáticos y el uso extensivo del cálculo; resulta especialmente relevante la creación de modelos científicos mediante el cálculo numérico, debido a las enormes posibilidades de cálculo que ofrecen los ordenadores.
Las ramas de la matemática más comúnmente empleadas en la ciencia incluyen el análisis matemático, el cálculo numérico y la estadística, aunque virtualmente toda rama de la matemática tiene aplicaciones en la ciencia, incluso áreas «puras» como la teoría de números y la topología.
El empirismo lógico llegó a postular que la ciencia venía a ser, en su unidad formal, una ciencia lógico-matemática capaz de interpretar adecuadamente la realidad del mundo. La utilidad de la matemática para describir el universo es un tema central de la filosofía de la matemática.
La informática está generando nuevas formas de desarrollo de modelos no numéricos con independencia de la lógica matemática estricta. Tal ocurre con los nuevos desarrollos de la inteligencia artificial, que, gracias a la informática, hacen posible que los llamados “ordenadores”, anteriormente limitados a las fórmulas de la mera computación algorítmica lógico-matemática, generen patrones de reconocimiento imitando las redes neuronales del cerebro, a partir de la elección de ejemplos almacenados en la memoria. Los algoritmos de aprendizaje profundo hacen posible la construcción de equipos informáticos, robots, capaces de moverse y realizar acciones autoprogramadas en función de estímulos exteriores recibidos e interpretados conforme a sus patrones de memoria.

## Filosofía y sociología de la ciencia
La filosofía mira directamente a los apoyos lógicos del método científico, lo que separa a la ciencia de la no-ciencia y a la ética de la investigación que se supone implícita a la ciencia. Existen varias suposiciones básicas, derivadas de la filosofía por al menos un científico de renombre, que forman la base del método científico, como puede ser que la realidad sea objetiva y consistente, que los humanos tengan la capacidad de percibir la realidad con precisión, y que existen explicaciones racionales para cualquier elemento del mundo real. Estas suposiciones del naturalismo metodológico forman una base sobre la que se puede asentar la ciencia. El positivismo lógico, empirismo, falsabilidad, y otras teorías han criticado estas suposiciones y han dado visiones alternativas de la lógica de la ciencia, pero todas ellas también han sido, por otra parte, criticadas.
Thomas Kuhn examinó la historia de la ciencia en su La estructura de las revoluciones científicas, y encontró que el método utilizado por los científicos se diferenciaban con importancia del método utilizado con anterioridad. Sus observaciones de la práctica científica eran principalmente sociológicas y no hablan sobre como la ciencia puede ser practicada en otros tiempos o por otras culturas.
Norwood Russell Hanson, Imre Lakatos y Thomas Kuhn han trabajado en profundidad en el característico «cargado de teoría» de la observación. Hanson acuñó la idea de que toda la observación es dependiente del marco conceptual del observador, usando el concepto de psicología de la Gestalt para mostrar como las preconcepciones pueden afectar tanto a la observación como a la descripción. Comienza su primer capítulo con una discusión sobre el aparato de Golgi y su rechazo inicial como artefacto para teñir, y una discusión entre Brahe y Kepler observando el amanecer, que ven salir al sol de manera diferente a pesar de ser el mismo fenómeno fisiológico. Kuhn y Feyerabend reconocen ser los pioneros en encontrar la importancia de este trabajo.
Kuhn dijo en 1961 que el científico tiene una teoría en su mente antes de diseñar y llevar a cabo los experimentos que le llevarán a las observaciones empíricas, y que el camino de la teoría a la medición casi nunca puede ser hecho al revés. Esto implica que la manera en que la teoría es comprobada está dictada por la naturaleza de la misma teoría, lo que llevó al autor a argumentar que «una vez ha sido adoptada por una profesión, no se reconoce que ninguna teoría sea comprobable a través de ningún examen cuantitativo que no haya superado ya».
Paul Feyerabend examinó de manera similar la historia de la ciencia, lo que le llevó a negar que la ciencia sea un proceso genuinamente metodológico. En su libro Contra el método argumenta que el progreso científico no es el resultado de aplicar ningún método concreto. Básicamente, dice que para cualquier método específico o norma de la ciencia, uno puede encontrar un episodio histórico en el que violarlo ha contribuido al progreso científico. Por tanto, si los que creen en el método científico desean expresar una simple regla universalmente válida, Feyerabend sugiere en broma que cualquier cosa vale. Esta clase de críticas han llevado a un programa fuerte, un acercamiento radical a la sociología de la ciencia.
Las críticas posmodernistas a la ciencia han sido sujeto de intensas controversias. Este debate que a día de hoy sigue activo, conocido como las guerras de la ciencia, es el resultado de aplicar valores conflictivos y suposiciones entre el posmodernismo y el realismo científico. Mientras que los posmodernistas afirman que el conocimiento científico no es más que otro discurso (darse cuenta del significado especial de este término en el contexto) y que no es representativo de ninguna forma de verdad fundamental, los realistas en la comunidad científica mantienen que el conocimiento científico revela verdades reales y fundamentales de la realidad. Se han escrito muchos libros por científicos que han tomado este problema y han desafiado las afirmaciones de los posmodernistas mientras defienden a la ciencia como un método legítimo de derivar la verdad.

## Criticismo
En su libro "Realism and the Aim of Science: From the Postscript to The Logic of Scientific Discovery", Karl Popper niega que exista el método científico:

Como regla, comienzo mis disertaciones sobre el método científico diciéndoles a mis estudiantes que el método científico no existe.
Afirmo que no existe un método científico en ninguno de estos tres casos. Para ponerlo de forma más directa:

- No existe un método para descubrir una teoría científica.
- No existe un método para verificar la verdad de una hipótesis (es decir, no existe un método de verificación).
- No existe un método para determinar si una hipótesis es probable o probablemente verdadera.

Se debate si Karl Popper niega la existencia de cualquier método, o si argumenta que no existe "un" método genérico para todos los casos.[cita requerida]